# サンティアゴ・ビデラ
サンティアゴ・ビデラ（Santiago Videla、1998年1月16日 - ）は、メジャーリーグラグビー、マイアミ・シャークスに所属するラグビーユニオン選手。

## プロフィール
- チリサンティアゴ出身[1]。
- ポジションはスタンドオフ(SO)、ウィング(WTB)。
- 身長 175cm、体重 75kg
- U20チリ代表に選ばれたことがある[2]。
- チリ代表キャップは34（2024年12月現在）でラグビーワールドカップ2023のチリ代表に選ばれた[3]。

## 略歴
セルクナムを経て、2024年、マイアミ・シャークスに加入。